# Arolo

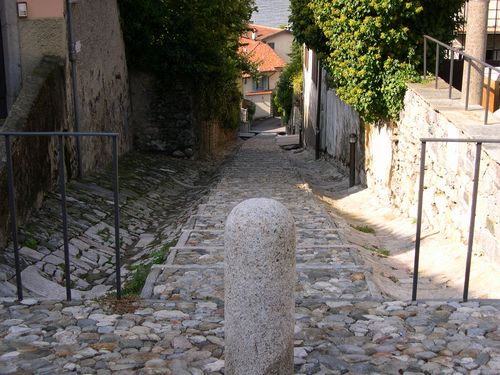
La scalinata di Arolo

Arolo è la più meridionale delle frazioni costiere del comune di Leggiuno, situata sulle rive del Lago Maggiore.

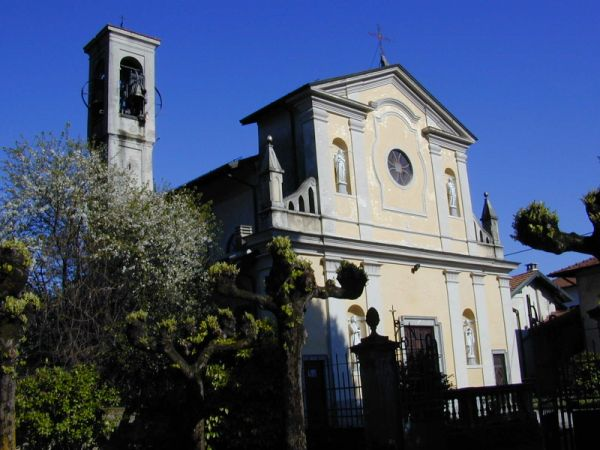
Chiesa di San Carlo e San Pietro

## Storia
Registrato agli atti del 1751 come un borgo di 110 abitanti, nel 1786 Arolo entrò per un quinquennio a far parte della Provincia di Varese, per poi cambiare continuamente i riferimenti amministrativi nel 1791, nel 1798 e nel 1799. Alla proclamazione del Regno d'Italia napoleonico nel 1805 risultava avere 194 abitanti. Nel 1809 un regio decreto di Napoleone determinò la prima esperienza di unione con Leggiuno, ma il Comune di Arolo fu poi ripristinato con il ritorno degli austriaci. L'abitato crebbe poi discretamente, tanto che nel 1853 risultò essere popolato da 260 anime, salite a 335 nel 1871. Il processo continuò oltre la fine del XIX secolo, fino ad arrivare al censimento del 1921 a 457 residenti. Nel 1927 il governo fascista decretò la soppressione del comune e di nuovo, come al tempo napoleonico, l'aggregazione a quello di Leggiuno.

## Infrastrutture e trasporti
Arolo è attraversata dalla  di Santa Caterina (Sesto Calende - Luino)

## Sport
Canottieri Arolo - Canottaggio